# 6e régiment de tirailleurs marocains
Le 6e régiment de tirailleurs marocains (6e RTM) est un régiment d'infanterie de l'armée de terre française, formé de combattants recrutés au Maroc.
Il combat dans les années 1920 dans le Rif et en Syrie. Stationné en métropole à partir de 1928, il y disparaît en juin 1940 au début de la Seconde Guerre mondiale. Recréé dès la fin 1940, il participe à la reconquête alliée de l'Europe dans l'Armée française de la Libération. Revenu au Maroc en 1945, il envoie des bataillons de marche en Indochine. Dissous en 1956, il est brièvement recréé de 1960 à 1963 en Allemagne.

## Création et différentes dénominations
- [1921 : formation du 66e régiment de tirailleurs marocains
- 1929 : renumérotation en 6e régiment de tirailleurs marocains
- 1940 : dissolution en juin, re-formation en octobre-novembre
- 1956 : dissolution
- 1960 : re-formation
- 1963 : conversion en 19e groupe de chasseurs portés

## Chefs de corps
- 5 mars 1921 - 30 mai 1921 : colonel Théodore Pellegrin
- 10 juin 1921 - avril 1927 : colonel Lucien Callais
- 18 septembre 1927 - 24 avril 1929 : colonel Joseph Vincent
- 24 septembre 1929 - 27 novembre 1931 : colonel Jean-Louis Vichier-Guerre
- 28 novembre 1931 - 19 novembre 1933 : colonel Henri Bodard
- 20 novembre 1933 - mars 1935 : colonel Pierre Tarrit
- mars 1935 - septembre 1937 : colonel Louis Koelz[1]
- septembre 1937 - 31 août 1939 : colonel Marcel François
- 1er septembre 1939 - 22 mai 1940 : lieutenant-colonel Eugène Marioge
- 1er novembre 1940 - 10 décembre 1940 : lieutenant-colonel Henri Joppé[2]
- 11 décembre 1940 - 10 septembre 1941 : lieutenant-colonel Lévêque
- 11 septembre 1941 - 5 décembre 1942 : colonel Charles Louchet
- 6 décembre 1942 - 14 mars 1943 : lieutenant-colonel Alexandre Le Balle
- 15 mars 1943 - 19 février 1944 : colonel Paul Bondis[3]
- 20 février 1944 - 20 août 1944 : colonel Paul Cherrière (blessé 14/3/1944)[4]
- 15 mars 1944 - 18 mai 1944 : colonel Frédéric Eberlé (par intérim)
- 1er septembre 1944 - 8 mai 1945 : colonel Raymond Bailiff[5]
- 9 mai 1945 - 30 janvier 1946 : colonel Edmond Le Parco
- 1er février 1946 - 1er octobre 1946 : lieutenant-colonel Paul Guérin
- 20 novembre 1947 - 13 mai 1948 : colonel Raymond  Pedron
- 1er juin 1948 - 24 septembre 1950 : colonel Pierre  Soleilhavoup
- 25 septembre 1950 - avril 1952 : colonel Lucien Pons
- juin 1952 - 31 mars 1954 : colonel René du Plessis de Grenedan
- 1er avril 1954 - 30 avril 1956 : colonel Laurent Latourrette[6]
- 1er avril 1960 - 1962 : colonel Jean-Louis Imbart[7]
- 1962 - 31 mai 1963 : colonel Maurice Guérin[8]

## Historique des garnisons, combats et batailles du6eRTM

### Entre-deux-guerres
Formé à Marrakech et à Casablanca, à partir des 61e et 62e régiment de tirailleurs marocains[réf. souhaitée], le 66e RTM part en Rhénanie dès sa mise sur pied achevée le 10 mars 1921. Après 21 mois d'occupation, il rentre au Maroc .
Très marqué par son colonel, le 66e RTM d'alors est la colonne Callais. Il est engagé au Maroc (1923-1926) contre les Rifains et en Syrie (août 1926-avril 1927) contre les Druzes. Il stationne au Maroc d'avril à septembre 1927.

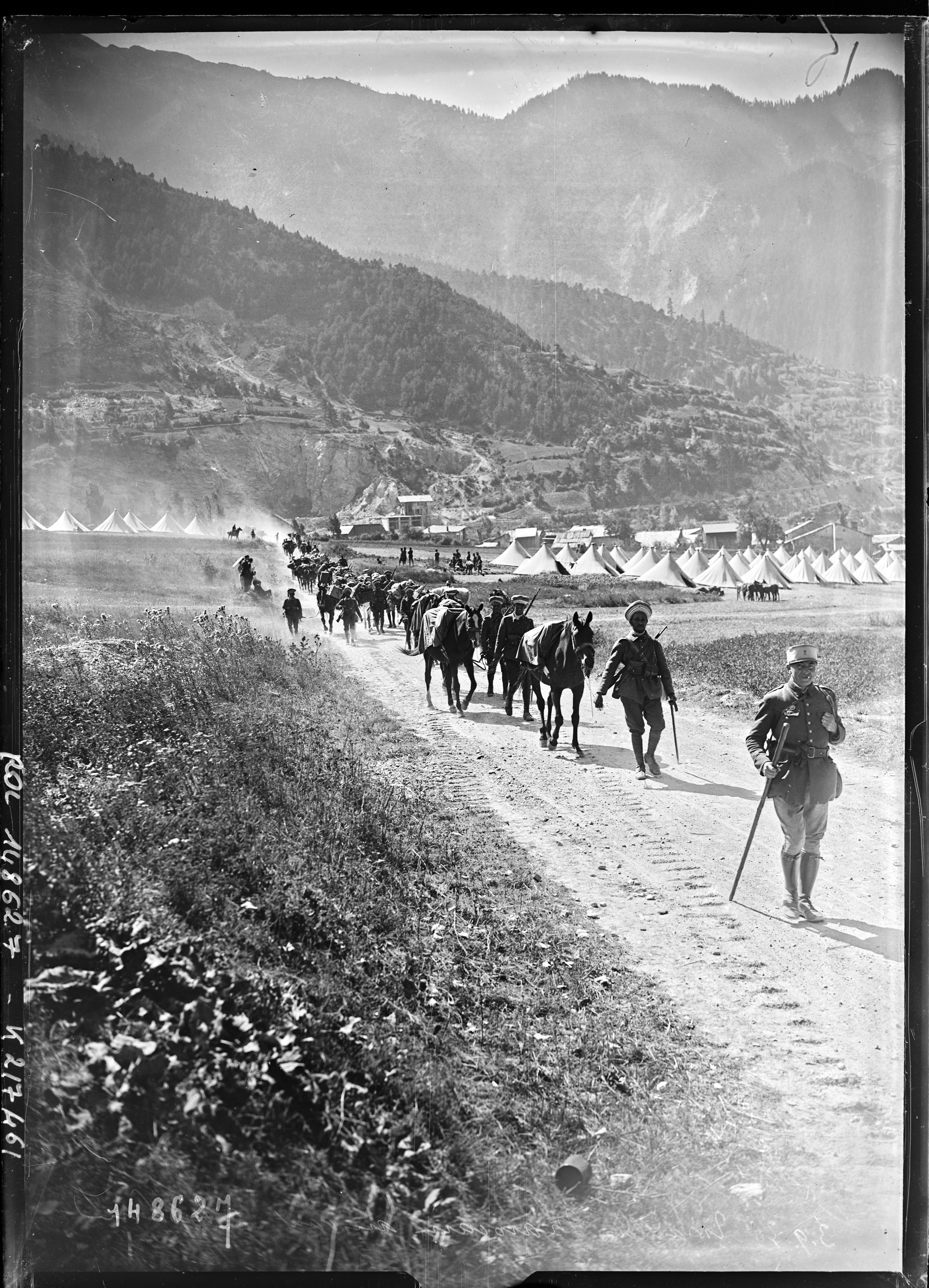
Muletiers du 6e RTM en manœuvres à Modane le 3/9/1930.

Muté en métropole en fin 1927, le 66e RTM rejoint en 1928 la 2e brigade de la nouvelle 1re division d'infanterie nord-africaine, placée en réserve derrière les Alpes. L'état-major (EM) et le 1er bataillon (I/6e RTM) sont à Romans-sur-Isère, le 2e bataillon (II/6e RTM) à Valence et le 3e bataillon à Privas. En septembre, l'EM et le I/6e RTM partent en garnison à Montélimar. Le 66e RTM devient 6e RTM en janvier 1929.
Le 6e RTM crée une section d'éclaireurs-skieurs par bataillon, stationnées l'hiver dans les Alpes, au Fort l'Écluse, à Lanslebourg, au col de Granon ou à Aiguilles selon les années.
En octobre 1933, le régiment rejoint un 4e bataillon, ex-II/1er RTM venu du Maroc. Ce bataillon part en garnison à Embrun. En mai 1934, le II/6e RTM devient le III/5e RTM, tandis que le III/5e RTM devient le II/6e RTM, caserné à Belley. Le régiment perd son 4e bataillon qui rejoint en juin 1935 le 3e RTM à Saint-Dié-des-Vosges.
En octobre 1935, le 6e RTM part pour Verdun, où il est rattaché à la 2e division d'infanterie nord-africaine. Il effectue des travaux sur la frontière à Sedan et à Montmédy.

### Seconde Guerre mondiale
Le 6e RTM est un beau régiment bien encadré, bien entraîné, qui prend part aux escarmouches de la Sarre où de nombreux tirailleurs sont estropiés par les mines et pièges.
En mai 1940, affecté à la 5e division d'infanterie nord-africaine, le 6e RTM est en travers de l'offensive allemande. Les tirailleurs se battent en Belgique et en France. Des seize officiers du 2e bataillon, six sont tués, six sont blessés et les quatre autres faits prisonniers. Le régiment perd douze officiers, quinze sous-officiers et 58 caporaux-chefs, caporaux ou tirailleurs français tués.
Le 6e RTM est dissous après l'armistice du 22 juin 1940.
À compter d'octobre-novembre 1940, le 6e RTM est recréé à Marrakech à partir d'éléments rescapés du 6e RTM et d'évadés qui ont rejoint le Maroc. Il participe avec modération au baroud d'honneur contre les Américains (8-11 novembre 1942).

Le 6e RTM est intégré à la 4e division marocaine de montagne du général Sevez qui part avec le corps expéditionnaire français en Italie.

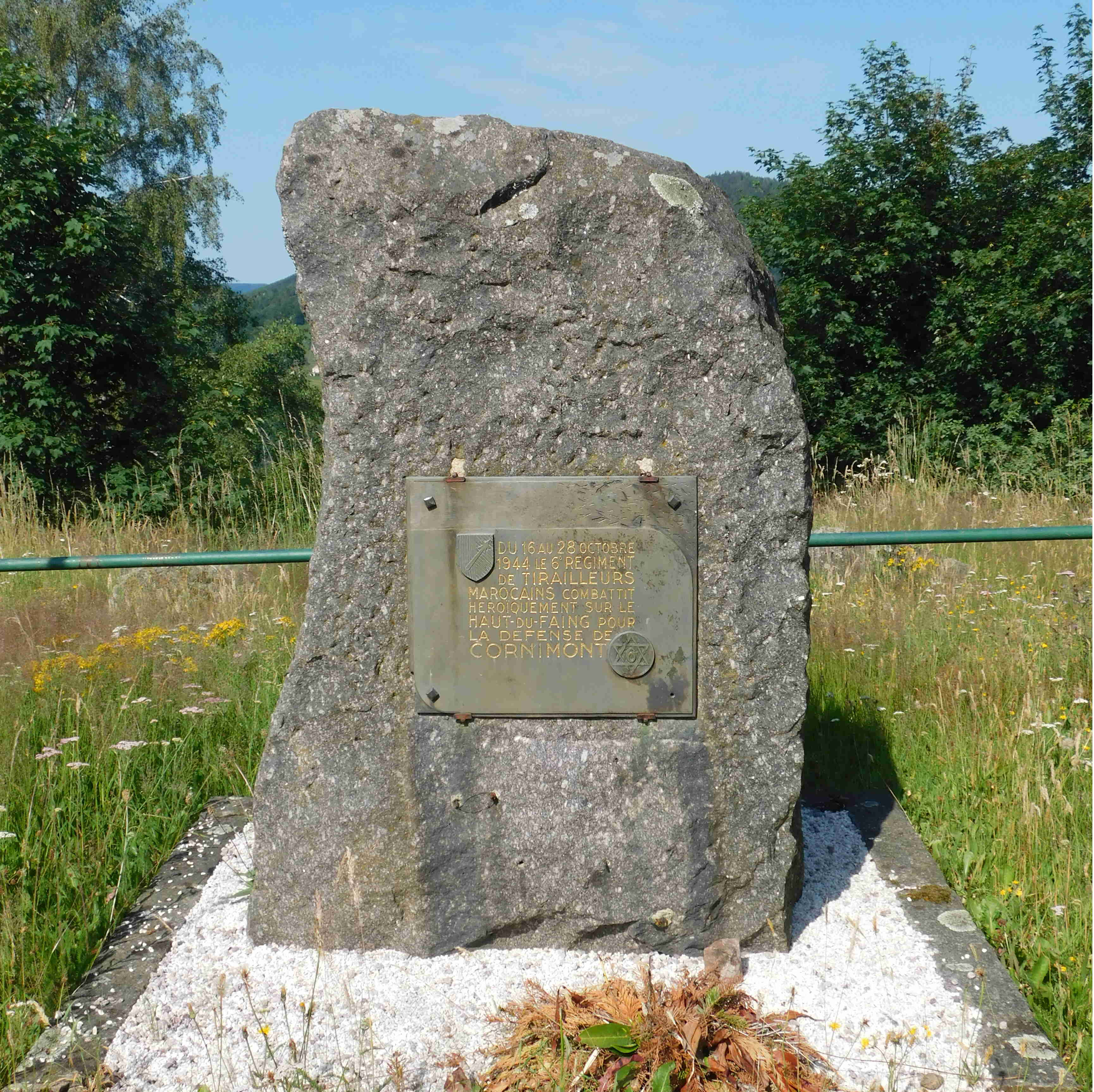
Plaque à Cornimont : Du 16 au 28 octobre 1944 le 6e régiment de tirailleurs marocains combattit héroïquement sur le Haut-du-Faing pour la defense de Cornimont.

Le 6e RTM participe à la campagne d'Italie (11 février-14 septembre 1944) : 287 tués dont 15 officiers, 1148 blessés dont 27 officiers, plus 101 disparus.
Dans les rangs de la 1re armée (France 1944-1945), le 6e RTM participe à la campagne de Libération (septembre 1944-17 avril 1945). Au seul combat du Haut du Faing (15-21 octobre 1944), 127 sont tués dont huit officiers, 764 blessés dont treize officiers (et 103 pieds gelés), 24 disparus.
Enfin, le 6e RTM entre en Allemagne, du Rhin au Danube et à l'Arlberg (17 avril-8 mai 1945).
Du 29 octobre 1944 au 8 mai 1945, onze officiers, 25 sous-officiers, 44 caporaux-chefs, caporaux et tirailleurs français auront été tués.

### De 1946 à nos jours
Le 1er octobre 1946, le 6e RTM est dissous. Le 3e bataillon passe au 2e RTM. Les deux autres forment corps jusqu'au 19 novembre 1947, le 1er à Port Lyautey (Kénitra), le 2e à Casablanca.
Indochine
Le 20 novembre 1947, le 6e RTM est reformé. De 1947 à 1955, il fournit un bataillon de marche (BM) engagé en Indochine contre le Việt Minh. 
- III/6e RTM ou 1er BM/6e RTM (1947-1949) : cette unité perd 160 tués et 291 blessés[14].
- 1re relève : 2e BM/6e RTM (1er août 1949-15 mai 1950).
- 2e relève : 2e BM/6e RTM (août 1951-juillet 1953).
- 3e relève : 2e BM/6e RTM (20 août 1953-30 septembre 1954).

Du 26 août 1949 au 30 septembre 1954, 2500 hommes passent par le 2e BM qui perd 209 morts dont sept officiers et 29 sous-officiers. 889 blessés dont 26 officiers et 45 sous-officiers. Portés disparus, quatre officiers, quinze sous-officiers et 161 hommes de troupe.
Maroc
Le régiment joue un rôle mineur dans la répression des troubles du Maroc (fin 1952 - 31 mars 1954). Sans états d'âme, les chibanis tirent sur les émeutiers, mais ils sont vite relevés.
Le 30 avril 1956, le 6e RTM est dissous. En mars 1956, l'indépendance du protectorat est proclamée. Les cadres et appelés français sont envoyés au 1er Régiment de Marche du Maroc qui deviendra 1er Régiment de Zouaves
Forces françaises en Allemagne
Le 6e RTM est reformé le 1er avril 1960 à Villingen (Bade-Wurtemberg), à partir des 2e et 3e bataillons du 4e RTM
En 1963, les tirailleurs et gradés marocains retournent au 4e RTM tandis que le 6e RTM est converti en bataillon de chasseurs.
Les traditions du 6e RTM sont aujourd'hui conservées par la 2e section de la 1re compagnie du 1er Régiment de Tirailleurs.

## Drapeau du régiment
Il porte, cousues en lettres d'or dans ses plis, les inscriptions suivantes :
- Maroc 1922–1926
- Levant 1926-1927
- Garigliano 1944
- Haut du Faing 1944
- Forêt-Noire 1945
- Indochine 1947-1954

## Décorations
- Croix de guerre 1939-1945, avec deux palmes (deux citations à l'ordre de l'Armée)[17].
- Croix de guerre des Théâtres d'opérations extérieurs avec trois palmes (trois citations à l'ordre de l'Armée)
- Mérite militaire chérifien.
- Fourragère aux couleurs du ruban de la croix de guerre des TOE
- Fourragère aux couleurs du ruban de la croix de guerre 1914-1918 avec olive aux couleurs du ruban de la croix de guerre 1939-1945.

### Citations collectives
« Magnifique Régiment de Tirailleurs Marocains, toujours égal à soi-même, ardent et manœuvrier, animé du plus bel esprit de sacrifice. A, sous le commandement du colonel CHERRIERE, joué sur le front d'Italie, dans la bataille de rupture engagée le 11 mai, un rôle prépondérant; attaquant entre l'Ornito et le Feuci, a, en 36 heures, bousculé et rompu les résistances ennemies, malgré de nombreuses contre-attaques de front et de flanc, lui coûtant des pertes sévères, puis a poussé à travers le dispositif adverse une pointe profonde qui, par le développement de la manœuvre a permis les succès ultérieurs de notre Armée. Au cours de ces combats couronnés le 13 par la conquête du col de Crisano, a causé à l'ennemi des pertes très lourdes, lui capturant plus de 300 prisonniers dont 9 officiers et un matériel de guerre important. Intégré du 19 au 31 mai dans un Groupement opérant a l'aile du Corps de Montagne, a, dans la période d'exploitation et de poursuite, surmonté toutes les résistances rencontrées, participant notamment avec ses éléments le 22 mai a l'enlèvement du village de Lenola s'emparant ensuite de haute lutte des massifs du Petrella et du Vona, des cimes del Nibbio et del Piglioro, conquérant en une seule journée les 10 kilomètres de crêtes jalonnées par les monts Campo di Lupino et Siserno, puis le col de la Palombara, ajoutant a son tableau initial près de 150 nouveaux prisonniers, un grand nombre d'armes automatiques et de canons. »
— 1re citation à l'ordre de l'Armée attribuée au 6e régiment de tirailleurs marocains (6e RTM)  après la bataille du Garigliano en Italie en mai 1944, Ordre général n° 130, 22 juillet 1944. général Juin
« Magnifique régiment de tirailleurs qui, sous les ordres du colonel BAILLIF, vient de se couvrir d'une gloire nouvelle, au cours de la bataille de la Haute-Alsace. Après avoir mené de durs combats dans les Vosges, au Haut du Faing, le 16 octobre 1944, ou il a enlevé d'un seul élan cette position organisée de longue date et s'y est maintenu en dépit de contre-attaques renouvelées, menées jusqu'au corps à corps et appuyées par des feux très puissants d'artillerie et de mortiers.
Le 6e RTM, momentanément rattaché à la 1re division blindée, a participé, du 20 au 25 novembre 1944, a la délivrance de Mulhouse, puis dans le cadre de la 4e division de montagne jusqu'au 10 décembre 1944, assuré la conservation de cette ville malgré les attaques ennemies. Du 20 au 25 novembre, le 1er bataillon (commandé par le capitaine LORENZI), conquiert de haute lutte Uberstrass, Largitzen et Friesen, que l'infanterie allemande défendait en contre-attaquant avec l'appui de 7 chars Tigre Royal dont quatre ont été mis hors de combat. Pendant la même période, le 2e bataillon (commandé par le capitaine COTHIAS) arrive aux portes de Mulhouse, nettoie la ville et pousse la 5e compagnie jusqu'au Rhin à Kembs. Du 20 au 30 novembre, le 3e bataillon (commandé par le commandant DIEBOLD) dégage dans la région de Suarce et de Lepuix Delle la ligne de communication sérieusement menacée de la 1re division blindée et, ramené à Mulhouse, conquiert Heimsbrunn et Pont d'Anspach. Regroupé sous les ordres de son colonel à Mulhouse, maintient à Lutterbach notre unique tête de pont au nord de la Doller, en repoussant les assauts furieux de l'ennemi et en contre-attaquant brillamment les 1er et 8 décembre. A perdu au cours de cette période du 20 novembre au 10 décembre 1944, 22 officiers et 767 de ses tirailleurs. A largement vengé ses morts, en infligeant à l'ennemi des pertes sévères et en lui capturant 510 prisonniers dont 10 officiers. »
— 2e citation à l'ordre de l'Armée attribuée au 6e régiment de tirailleurs marocains (6e RTM)  après la campagne de France en Alsace en novembre 1944, Ordre général n° 704, 22 mai 1945. Charles de Gaulle

## Insigne du6eRégiment de Tirailleurs Marocains
Rondache verte aux inscriptions arabes signifiant « sans peur et sans repos » brochée d’une étoile à six branches, chargée chiffre et des lettres 6 sur T et M au centre.

## Anciens
- Paul Vanuxem
- Louis Blésy, Compagnon de la Libération
- Philippe Le Forsonney, Combat Zone nord
- Albert Eggenspiller, Compagnon de la Libération, Mort pour la France en Indochine
- René-Georges-Charles Mariotti, Sergent-chef, Chevalier de l'Ordre national du Mérite, Médaille commémorative des opérations de sécurité et de maintien de l'ordre (avec agrafe « Maroc »), de 1950 à 1953
- Gilbert de Chauvigny de Blot,

médecin Capitaine, Officier de la Légion d'honneur.

## Sources et bibliographie
- Service Historique de la Défense (dossier 6e RTM 34 AN 303)
- Pierre Carles et Georges Leconte, 6e régiment de tirailleurs marocains. Chronique d'un régiment marocain (1921-1963), Amicale des anciens du 6e RTM, 1999
- Monique Danjou, Le 6e RTM au Tonkin 1947-1949. Témoignages. Souvenirs du général Vanuxem recueillis par Monique Danjou-Vanuxem, Muller édition, Paris, 2008  (ISBN 978-2-904255-73-1)
- Anthony Clayton, Histoire de l'Armée française en Afrique. 1830-1962, éd. Albin Michel, Paris, 1994
- Robert Huré, L'Armée d'Afrique : 1830-1962, éd. Charles-Lavauzelle, Paris, 1977
- Maréchal de Lattre de Tassigny, Histoire de la 1re Armée française, Presse-Pocket, 1964 (pp 255–255)